# Șerbănești
Șerbănești est une commune roumaine située dans le județ d'Olt.